# Ross Cranston
Ross Frederick Cranston, född 23 juli 1948 i Brisbane i Australien, är en brittisk Labourpolitiker. Han var parlamentsledamot för valkretsen Dudley North från 1997 till 2005. Han är professor i juridik.